# Felipe Hernández Cava
Felipe Hernández Cava  (né en 1953) est un scénariste de bande dessinée  espagnol.

## Biographie
Diplômé d'histoire, il publie ses premières bandes dessinées au milieu des années 1970, dans le contexte de la fin du franquisme, et a depuis collaboré avec la majorité des dessinateurs de son pays. Ses œuvres sont traduites en français depuis les années 1980.

## Publications en français
- Plusieurs récits dans La Mort de l'indien, avec Luis García, Dargaud, coll. « Pilote » no 25, 1980  (ISBN 220501644X).
- Aguirre (es), avec Enrique Breccia, Soleil Productions, coll. « Soleil noir », 1991  (ISBN 2877640566).
- Fenêtre sur l'Occident, Raúl (es), Amok, coll. « Octave », 1995.
- Berlin 1931, avec Raúl, Amok, coll. « Octave », 1998  (ISBN 2911842294)[2].
- L'Expiation, avec Ricard Castells, Fréon, 1999  (ISBN 2930204214).
- Les Mémoires d'Amoros, avec Federico del Barrio (es), Amok, coll. « Octave » :

1. Signé Mister Foo, 2000  (ISBN 2911842537).
2. La Lumière d'un siècle mort, 2001  (ISBN 2911842669).
3. Les Ailes calmes, Frémok, coll. « Octave », 2004  (ISBN 291184291X).

- Le Piège (es), avec Federico Del Barrio, Actes Sud, coll. « Actes Sud - L'an 2 », 2008  (ISBN 9782742777952).
- Les Serpents aveugles (es), avec Bartolomé Seguí, Dargaud, coll. « Long courrier », 2008  (ISBN 9782205061161).
- Les Racines du chaos, avec Bartolomé Seguí, Dargaud :

1. Lux, 2011  (ISBN 9782205063660).
2. Umbra, 2012  (ISBN 9782205067927).

- Intégrale, 2015  (ISBN 9782205073768).
- Plusieurs récits dans El Djazaïr, avec Luis García, Ici Même, 2012  (ISBN 9791091837002).
- Je suis mon rêve, avec Pablo Auladell, Les Impressions nouvelles, coll. « Traverses »,  (ISBN 9782874491276).
- Les Mains obscures de l'oubli, avec Bartolomé Seguí, Dargaud, 2014  (ISBN 9782205071702).
- L'Homme effiloché, avec Sanyú, Éditions de L'Œuf, 2016.

## Distinctions
- 2009 : Prix national de la bande dessinée pour Les Serpents aveugles (es) (avec Bartolomé Seguí)